# Dwór w Kuznocinie
Dwór w Kuznocinie – dwór zlokalizowany nad Bzurą w Kuznocinie (powiat sochaczewski).

## Historia

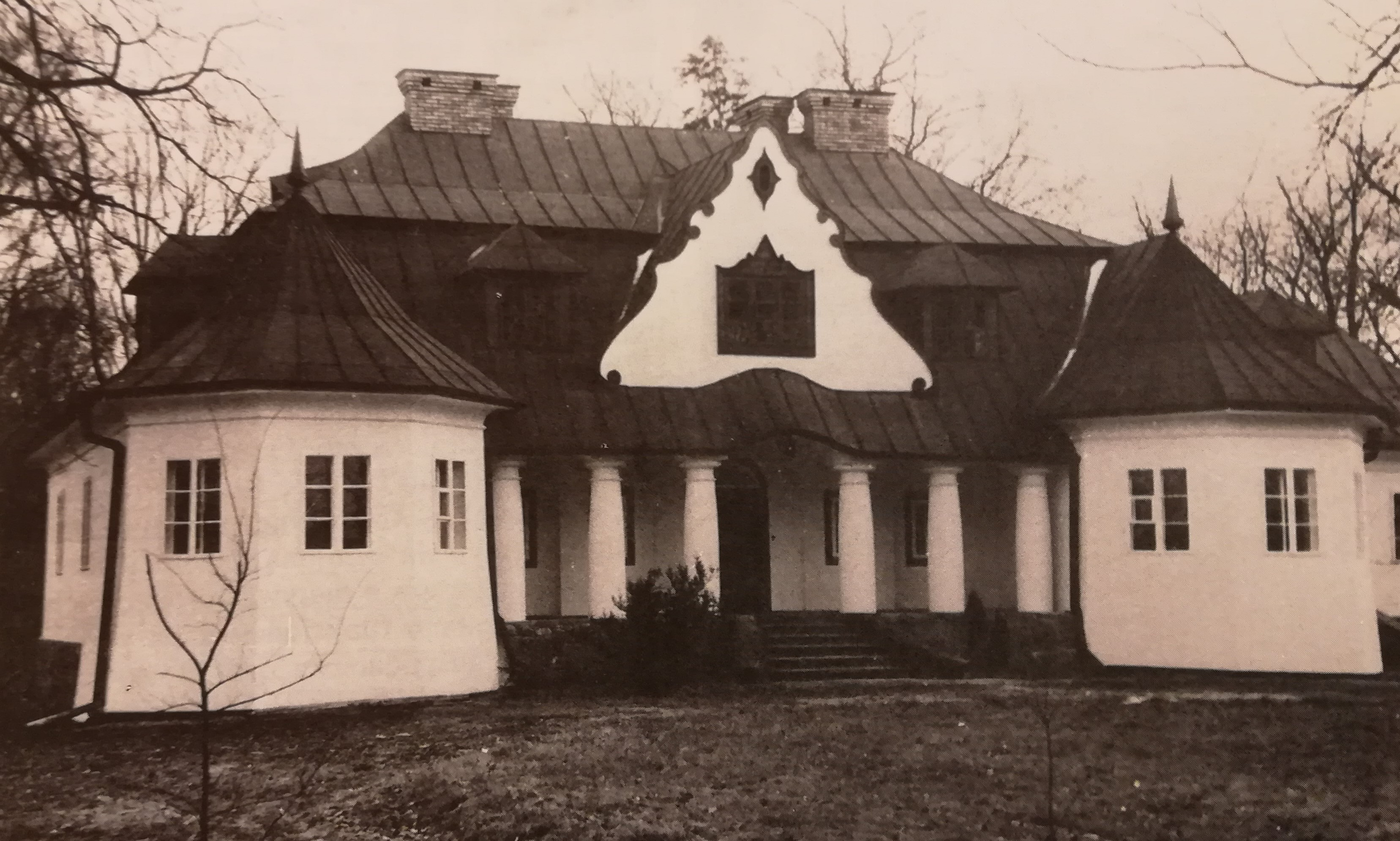
Stan przed 1992

Majątek ziemski we wsi do 1783 stanowił własność sióstr dominikanek z Sochaczewa. Następnie, w XIX wieku, była to własność rządowa. W latach 60. XIX wieku przeszedł w ręce Wiktora Marige`a. 
Poprzedni dwór w tym miejscu wzniesiono w końcu XIX wieku. Była to budowla skromna, parterowa, kryta dachem dwuspadowym, z drewnianym, zdobionym snycerką gankiem od frontu. Obiekt ten został spalony w trakcie działań I wojny światowej w 1914 (lub 1915) i został zastąpiony budynkiem tymczasowym. 
W 1910 majątek nabyli Maria i Wincenty (herbu Zagłoba) Smoleńscy. Obecny dwór wzniesiono z inicjatywy Karola Woyzbuna (jednego z pionierów polskiej elektrotechniki, założyciela warszawskiego przedsiębiorstwa Cyrkon produkującego pierwsze polskie żarówki) i jego małżonki, Haliny ze Smoleńskich. Wzniesiono go w 1923 według projektu poznańskiego architekta Franciszka Morawskiego, który ożenił się z jedną z córek Karola Woyzbuna. Dwór został ostatecznie wykończony w 1924. Architektura obiektu jest syntezą wyobrażeń o polskim dworku szlacheckim. Malownicza bryła łączy w sobie elementy barokowe z ekspresjonistyczną stylizacją.
Karol Woyzbun zmarł w 1943. We dworze pozostali jego spadkobiercy oraz uciekinierzy z Warszawy. Po 1945 osiedlili się w pomieszczeniach dzicy lokatorzy. Woyzbunowie, nie mogąc utrzymać obiektu, sprzedali dwór ogrodnikowi, Franciszkowi Majorkowi. W 1974 odkupiła go Barbara Łempicka, która zmodernizowała budowlę (odbudowała taras, założyła kanalizację, a w salonie wzniosła kominek z herbem Junosza według projektu Andrzeja Zaborowskiego. Z przyczyn osobistych Łempicka sprzedała dwór Janowi Krzysztofowi Polachowskiemu, który dokonał wymiany dachówek na pokrycie blaszane. Obecnie dwór stanowi własność prywatną.

## Architektura
Budynek jest wzniesiony na planie prostokąta z dwoma wielobocznymi alkierzami w elewacji frontowej i kryjącą wejście kolumnadą między nimi. Od strony ogrodu umieszczono dwukondygnacyjny ryzalit. Z rozległego tarasu rozpościerał się widok na dolinę Bzury. Dwór przykryto wysokim dachem mansardowym (poddasze mieszkalne). Nad wejściem umieszczono dekoracyjny szczyt o fantazyjnym charakterze. We wnętrzach zachowano tradycyjny układ sieni i salonu na osi, jak również przylegających doń innych pomieszczeń. Od południe zbudowano kuchnię, która, poprzez kredens łączyła się z jadalnią. Wnętrza udekorowano skromnie, fryzami o tematyce roślinnej.